# Begleitelement
Ein Begleitelement ist ein Beimengungselement in einer Legierung, das nicht als Legierungselement anzusehen ist und einen gewissen, in den Werkstoffnormen ausgewiesenen Höchstgehalt nicht überschreiten darf und schon in extrem geringen Konzentrationen, durch nachteilige Ausbildung der Gefügegrundmasse, negative Auswirkung auf die Stahleigenschaften haben kann.
Im Gegensatz zum (Mikro-)Legierungselement gelangt es unbeabsichtigt während des Herstellungsprozesses in den Werkstoff, zum Beispiel bei der Reduktion von Erz, das gewisse Begleitmineralien beinhaltet.
Der Kohlenstoff wird im Stahl nicht als Legierungselement angesehen, sondern als ein Begleitelement. So können Stähle mit mehr als 1 % Kohlenstoffgehalt als „unlegiert“ bezeichnet werden.

## Wichtige Begleitelemente
| Gruppe      | Begleitelement                                          |
| Elemente    | Schwefel, Phosphor, Stickstoff, Sauerstoff, Wasserstoff |
| Halbmetalle | Bor, Antimon, Arsen                                     |
| Metalle     | Kupfer, Zinn, Chrom, Nickel, Molybdän                   |
| ----------- | ------------------------------------------------------- |